# Radio KS
Radio Kraljeva Sutjeska (Radio KS) je regionalna radio postaja čije je sjedište u Kraljevoj Sutjesci. Emitira na hrvatskom jeziku. Program emitira na internetu. Postaja je počela raditi 10. studenoga 2008. godine. Amaterska je postaja i ne prima financijske potpore. Urednik postaje je Marko Dubravkić.

## Vanjske poveznice
- Službene stranice  Arhivirana inačica izvorne stranice od 27. veljače 2017. (Wayback Machine)
- Facebook
- YouTube
- Radio Kraljeva Sutjeska[neaktivna poveznica]